# Amblyseius akahirai
Amblyseius akahirai är en spindeldjursart som beskrevs av Ehara 1966. Amblyseius akahirai ingår i släktet Amblyseius och familjen Phytoseiidae. Inga underarter finns listade i Catalogue of Life.